# Powiat jarosławski (II Rzeczpospolita)

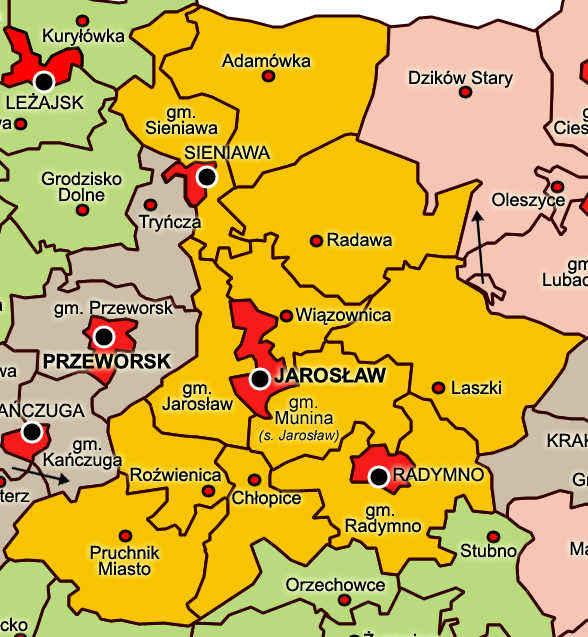

Powiat jarosławski od 23 grudnia 1920 do 18 sierpnia 1945 wchodził w skład województwa lwowskiego. Jego siedzibą było miasto Jarosław. Po 1945 cały obszar powiatu jarosławskiego pozostał w Polsce.
1 lipca 1925 od powiatu jarosławskiego odłączono gminę jednostkową Żurawiczki, włączając je do powiatu przeworskiego.

## Gminy wiejskie w 1934
1 sierpnia 1934 dokonano nowego podziału powiatu na gminy wiejskie..
- Sieniawa
- Adamówka
- Radawa
- Jarosław
- Munina (siedziba: Jarosław)
- Laszki
- Wiązownica
- Radymno
- Chłopice
- Roźwienica
- Pruchnik Miasto

## Miasta
- Sieniawa
- Jarosław
- Radymno

## Starostowie jarosławscy
- Michał Rawski (1918–1919)[4]
- Edmund Prezentkiewicz (1928-1931)[5][6][7]
- Piotr Henryk Wąs (1931-)
- Franciszek Prączkowski (-1937)[8]
- Alfred Adolf Kocół (1937-)[9][10][11][12]

Zastępcy
- dr Aleksander Schnitzel (1929-)[13]
- Marian Gross (1930-)[14]